# Blick durch die Wirtschaft
Die Blick durch die Wirtschaft war eine von 1958 bis 1998 erschienene Spezialzeitung der Frankfurter Allgemeinen Zeitung (FAZ).
Seit 1996 wurden auch Anzeigen mit eigener Anzeigenpreisliste integriert.

## Umsatz  und Verkaufszahlen
Zum Gesamtumsatz 1996 der FAZ GmbH in Höhe von 643,5 Millionen DM steuerte die Wirtschaftszeitung (ohne die Abonnenten) 1,3 Millionen DM Anzeigenumsatz bei.
Die verkaufte Auflage entwickelte sich positiv und lag 1998 bei 25.000 Exemplaren (1996: 22.500 Exemplare).

## Einstellung
Am 31. Juli 1998 erschien Blick durch die Wirtschaft zum letzten Mal. Die FAZ stellt Blick durch die Wirtschaft ein. Die Wirtschaftsberichterstattung sollte in den Wirtschaftsteil integriert werden. Hauptgrund der Umstrukturierung und der damit verbundenen Einstellung der Zeitung sei das sprunghaft gestiegene Interesse an Wirtschaftsthemen.